# Hồng ngọc mai
Hồng ngọc mai (tên khoa học: Malpighia glabra) là loài cây bụi hay cây thân gỗ nhỏ có quả thuộc họ Sơ ri (Malpighiaceae), phân bố tự nhiên chủ yếu ở các vùng thuộc Tây Bán cầu và cả ở Việt Nam. Cây thường được chủ yếu để làm cảnh, làm thức ăn cho động vật, thuốc chữa bệnh và thực phẩm.

## Đặc điểm
Cây bụi hoặc cây gỗ nhỏ, cao 1–6 m. Lá thường xanh, lá mọc đối, lá hình elip hoặc hình trứng, gân lá hình lông chim, đỉnh thường nhọn, mép lá nguyên, cuống lá ngắn. Hoa: 5 cánh hoa màu hồng, nhăn nheo. Quả màu đỏ tươi, có vị chua chua, chứa rất nhiều vitamin C, hình tròn.
Mặc dù quả tương tự như quả anh đào, nhưng loài cây này không có quan hệ họ hàng gì với anh đào (chi Prunus). Cây thường bị nhầm lẫn với sơ ri trồng trọt Malpighia emarginata.

## Từ nguyên
Từ glabra bắt nguồn từ tiếng Latin nghĩa là "không lông", "nhẵn lông"